# 李志超 (1980年)
李志超（1980年1月—），男，汉族，湖南邵东人，中华人民共和国政治人物。中南大学矿业工程专业在职研究生学历，工学博士。曾任共青团湖南省委副书记、湖南省青联主席，现任共青团湖南省委书记。